# Silchester

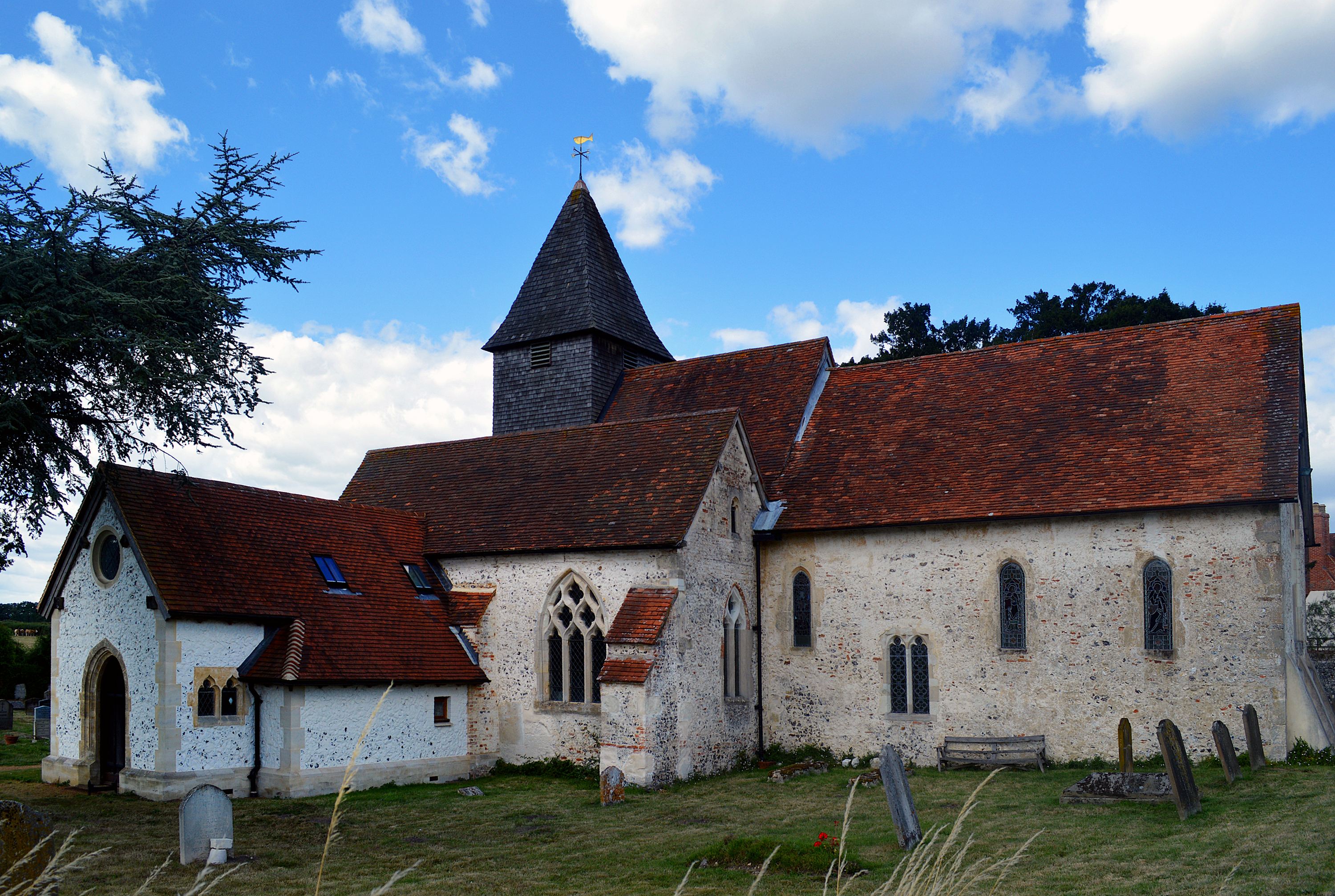
Church of St. Mary Cavella, Silchester

Silchester ist eine Ortschaft in Hampshire im Süden Englands mit 918 Einwohnern (2001). Sie liegt nördlich von Basingstoke. Die Römer errichteten hier in der Nähe Calleva Atrebatum.
Koordinaten: 51° 21′ N, 1° 6′ W
In der Ortschaft gibt es eine Grundschule. Um eine weiterführende Schule zu besuchen, müssen die Schulkinder in eine benachbarte Ortschaft fahren.